# 托马斯·瓦尔德豪泽
托马斯·瓦尔德豪泽（英語：Thomas D. Waldhauser，1953年12月16日—），昵称“汤姆”（英語：Tom）。美国海军陆战队上将退役，曾任美国非洲司令部司令，之前曾在联合参谋部担任部队部署总监（J7），为国防部长莱昂·帕内塔和查克·哈格尔当过高级军事助理，在陆战队担任过分管作战计划与政策的副司令、第1远征军司令和陆战队中央司令部司令，于2016年7月任现职。

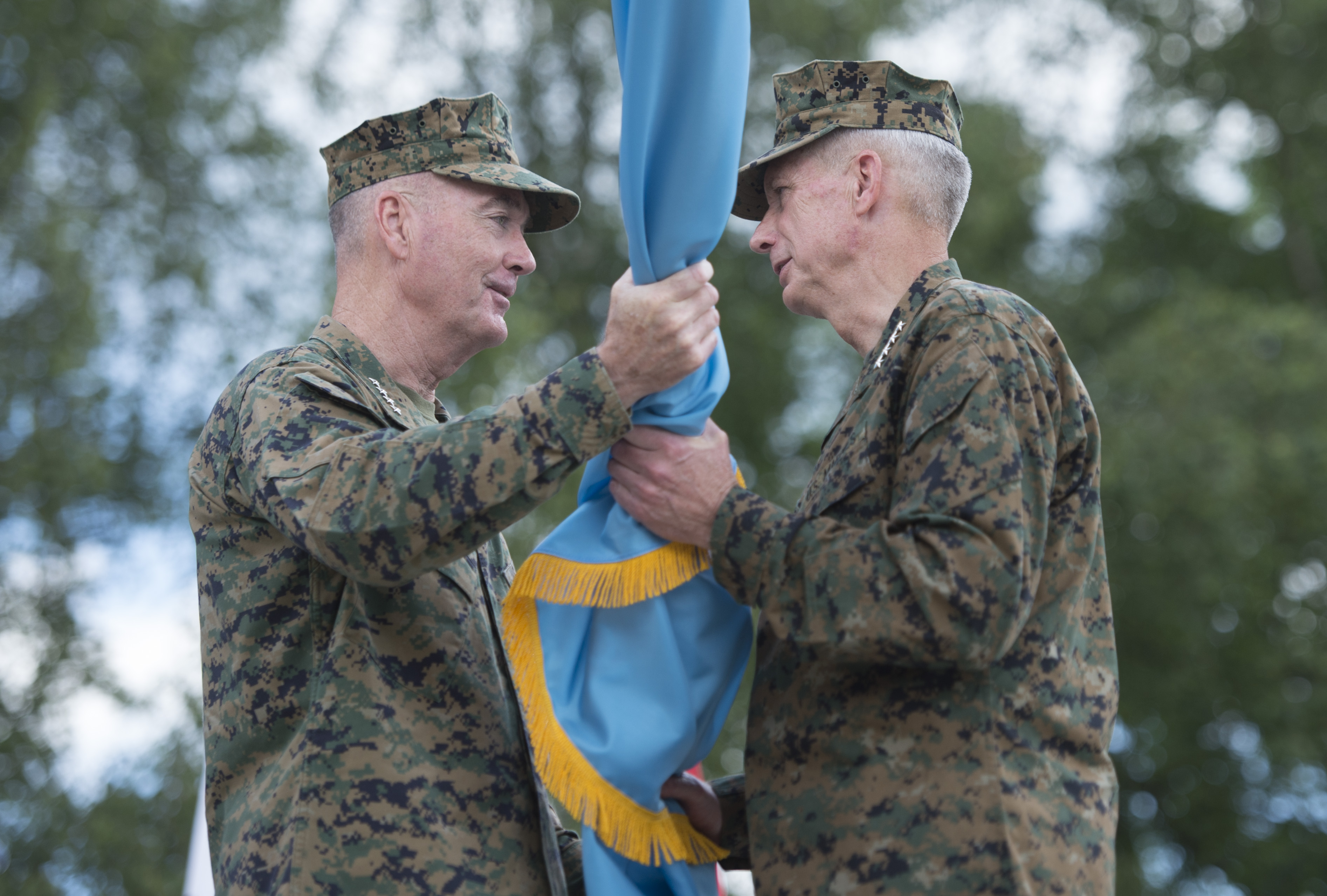
瓦尔德豪泽从参联会主席邓福德手中接过非洲司令部军旗

## 履历
瓦尔德豪泽上将出生于明尼苏达州南圣保罗，毕业于伯米吉州立大学。瓦尔德豪泽通过海军陆战队军官候补学校加入陆战队，1976年获得军官委任。瓦尔德豪泽初任为陆战队步兵军官，在陆战1师和陆战2师担任排长和连队职务，在长滩号核动力导弹巡洋舰（CGN-9）上担任陆战队分队长，还曾任第7两栖登陆舰中队长的参谋。 
晋升校官后，瓦尔德豪泽开始担任陆战队营的作战参谋，并在两栖战学校即现在的海军陆战队大学担任教员，期间曾作为陆战队中央司令部先锋部队司令的参谋人员部署到中东，参加了海湾战争。后，瓦尔德豪泽在第2远征军担任参谋，并担任陆战队2团3营营长，虽然又在联会参谋部反恐作战部门担任参谋。
2000年，瓦尔德豪泽晋升为上校后，担任了第15陆战远征团团长，期间带领全团参加了持久自由军事行动和入侵伊拉克。
2003年，瓦尔德豪泽晋升为准将，担任了陆战队作战实验室主任，陆战队战斗开发司令部副司令。2006年，瓦尔德豪泽担任了美国特种作战司令部参谋长。2007年9月，瓦尔德豪泽晋升为少将，担任陆战1师师长。
2009年7月，瓦尔德豪泽晋升为中将，在陆战队总部担任分管作战计划与政策的副司令，2010年10月，转任陆战队第1远征军司令，以及陆战队中央司令部司令。2012年10月，瓦尔德豪泽进入国防部，担任国防部长帕内塔和哈格尔的高级军事助理，2013年9月后担任联合参谋部部队部署总监（J7）。2016年7月，瓦尔德豪泽晋升为上将，担任非洲司令部司令。